# Kasteel Arendsnest

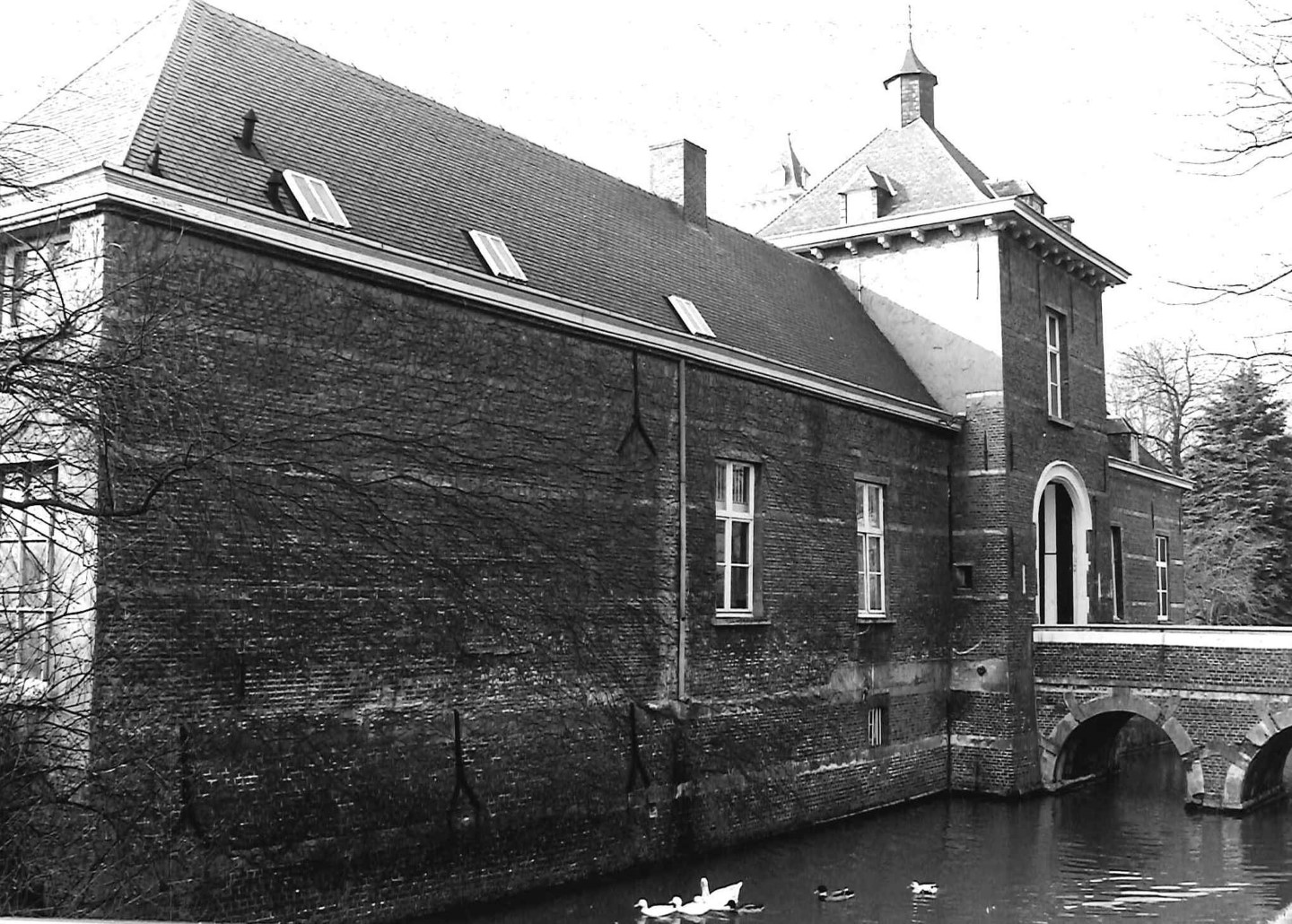
Poortgebouw

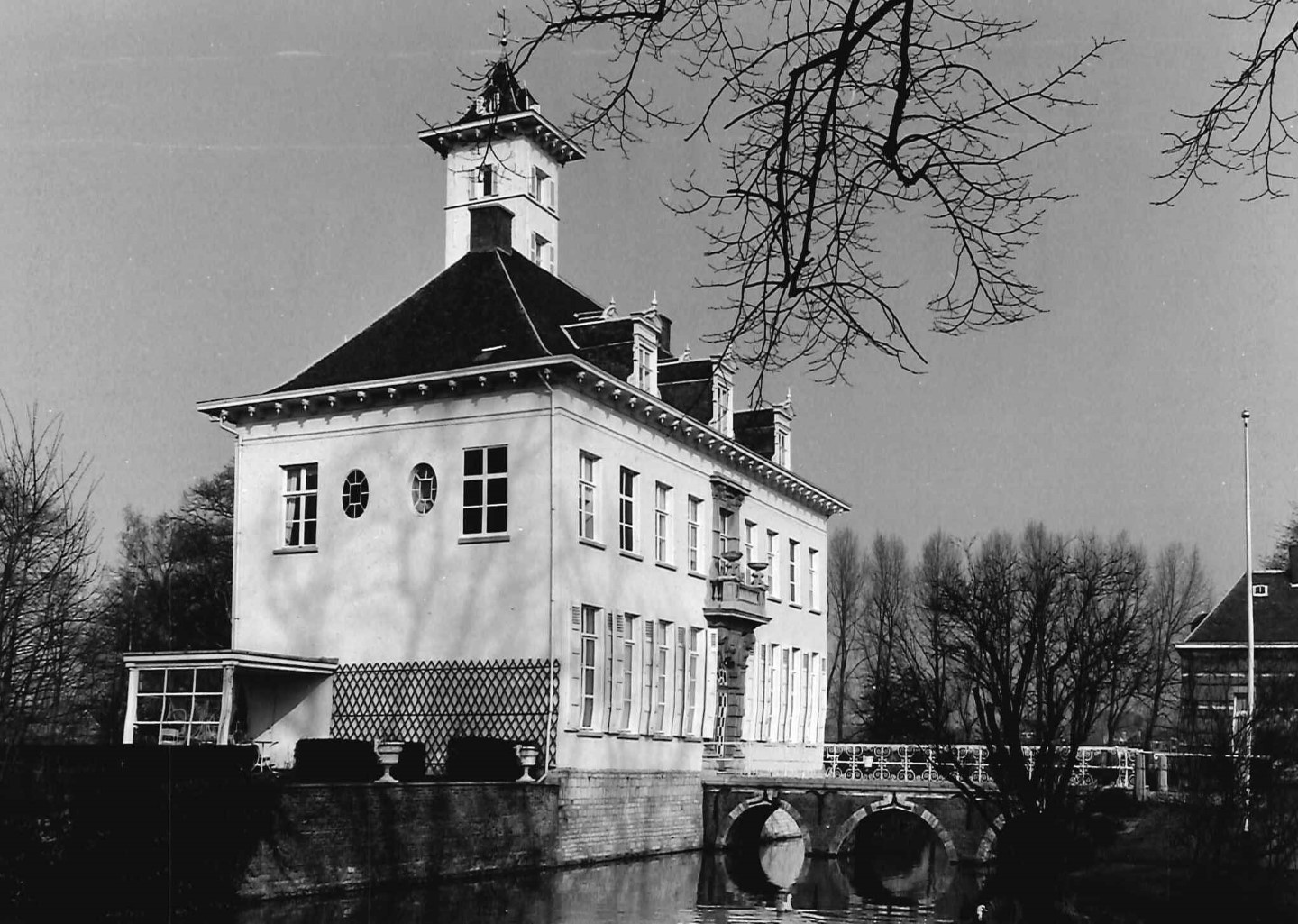
Kasteel

Het Kasteel Arendsnest is een kasteel in de Antwerpse plaats Edegem, gelegen aan de Boerenlegerstraat 181-191.

## Geschiedenis
Hier stonden vanouds enkele boerderijen, bekend onder de naam Ter Hage, zoals in 1348 en 1447. Ene Willem van Ymmerseele liet hier een omgracht stenen huis bouwen met duiventoren, een brouwerij en een hoeve. Iets na 1650 werd hier een huis van plaisantie (buitenhuis) gebouwd.
Nadat het domein in bezit van diverse eigenaars was geweest werd het in 1926 verkocht aan een onroerend-goedmaatschappij en van 1929-1933 werd het gebruikt als kostschool.

## Gebouw
Via een poortgebouw dat toegang verleent aan een bakstenen brug bereikt men het kasteel. Het poortgebouw is 17e-eeuws. De toegangspoort bevindt zich in een vierkante toren die wordt geflankeerd door dienstgebouwen. Het koetshuis en de paardenstal zijn 19e-eeuws. Het kasteel is een dubbelhuis onder schilddak met een kern uit het 3e kwart van de 17e eeuw.